# Michele Cossyro
Michele Cossyro (Pantelleria, 16 marzo 1944) è uno scultore, pittore, ceramista, mosaicista italiano.

## Biografia
Diplomatosi con Pericle Fazzini presso l'Accademia di belle arti di Roma, dal 1978 è titolare delle cattedre di Decorazione nelle Accademie di Belle Arti di Catania, Urbino, Venezia e dal 1987 occupa la cattedra di Decorazione dell'Accademia di belle arti dell'Aquila che dirige dal 1987 al 1995. Fino al 2011 insegna Decorazione presso l'Accademia di belle arti di Roma.
Dal 1979 direttore artistico della Salerniana di Erice. Fa parte della commissione CIMAE per il Ministero degli affari esteri dal 1990 al 1995 ed è consulente tecnico per il Ministero delle finanze, per l'Istituto Poligrafico e Zecca dello Stato. Le attività svolte da Cossyro sono pubblicate dal 1973 ad oggi, in tutti i cataloghi di Pittura e di Scultura dell'editore Bolaffi e Arnoldo Mondadori Editore e Associati.
In quegli anni vengono allestite mostre in importanti gallerie come Artivisive di Roma, la Cortina di Milano, Il Martello d'oro di Bari e Il traghetto di Venezia ed Ezio Pagano artecontemporanea di Bagheria.
Ha partecipato al Premio Vasto, al Premio Prato, al LXI Premio Michetti e nel 1985 è tra artisti premiati al XXX Premio Termoli. Dal 1975 partecipa a diverse edizioni di Arte Fiera Bologna, poi seguiranno partecipazioni anche ad Expo Bari, ad Art Basel e Art LA di Los Angeles.
Nel 1982 partecipa alla mostra Vent'anni con l'arte al Museo Cà Pesaro di Venezia. Nel 1985 è uno dei fondatori del gruppo Narciso Arte, teorizzata da Giorgio Di Genova, presente alla prima mostra Narcissus che verrà presentata all'Istituto Italo-Latino Americano di Roma.
Nel 1988 partecipa alla mostra Astratta. Secessioni Astratte in Italia dal dopoguerra al 1990 a Palazzo Forti di Verona, curata da Filiberto Menna e Giorgio Cortenova.
È stato Segnalato dai critici: Carlo Munari (1975), Palma Bucarelli (1982), Emilio Villa (1985), Luciano Caramel (1989), Achille Bonito Oliva (2007), Bruno Corà (2014). È incluso tra gli artisti più significativi della sua generazione in "Generazione anni '40" della "Storia dell'Arte italiana del ‘900: per generazioni" di Giorgio Di Genova.
È stato invitato in qualità di artista alla XLI Biennale di Venezia. Ha partecipato alla X Quadriennale di Roma, "Nuova generazione" (1975), XI Quadriennale di Roma "Emergenze della ricerca artistica in Italia dal 1950 al 1980" (1986) e alla XIV Quadriennale di Roma "Fuori tema / Italian feeling" (2005).
Nel 2009 all'Oratorio di Santa Cita, gli viene promossa e organizzata la mostra personale Abissi dalla Fondazione Orestiadi di Gibellina, poi seguiranno partecipazioni a Gibellina nelle mostre "Intrecci" e "Atelier 7", curate da Achille Bonito Oliva.
Nel 2011 alle FAM - Fabbriche Chiaramontane di Agrigento gli viene organizzata una retrospettiva Extràhere. Opere 1973-2011, curata da Gabriele Perretta con catalogo Silvana Editoriale.
Nel 2013 l'Università degli Studi di Palermo, nell'ambito della Settimana delle Culture, invita l'artista ad esporre le sue nuove opere all'Orto Botanico di Palermo con la mostra Buchi Neri, curata da Giancarlo Carpi.
Nel 2014 gli viene organizzata dal Museo d'Arte Contemporanea Riso di Palermo, una mostra antologica Universi al Real Albergo delle Povere e Universi II alla Mediateca Comunale di Pantelleria, curate da Bruno Corà.
Nel 2015 all'Expo di Milano è presente nel Cluster Bio-Mediterraneo con una scultura di bronzo Alberello di Zibibbo di Pantelleria (patrimonio dell'UNESCO) e un'installazione di ceramica trattata a lustro in oro zecchino.

### Gli esordi
Nel primo e breve periodo di formazione e di ricerca, l'artista agisce nell'ambito di una personale Astrazione, che ha dei vaghi riferimenti Surreal - fantastici. Le presenze costanti nei quadri e nelle sculture di questo periodo sono la luce e i piani scoscesi in bilico, che esprimono inquietudine ed evidenziano un carattere sociale - ecologico. L'attenzione verso l'ecologia e la cultura mediterranea, da allora sempre presente nella sua ricerca, viene espressa e focalizzata nei lavori degli anni settanta. È per lui che la critica inventa il concetto di Astrazione fenomenica, tale che possa spiegare la sua originale ricerca che si esprime spesso attraverso la Metafora.

### Gli Anni Settanta
In questi anni l'artista si dedica alle metafore sul mare, studia le bande verticali, gli ami, le carene, i sugheri, le piume, le opere oggettuali, le ambientazioni, le frantumazioni, le disseminazioni e le installazioni, che espone nella Galleria Cortina di Milano e nella Galleria Artivisive di Roma. Verso la fine degli anni '70, e per tutti gli anni '80, interrogandosi sempre sullo spazio ambientale, Michele Cossyro approfondisce la sua ricerca astratta partendo sempre da emozioni, suggestioni e memorie mediterranee.

### Gli Anni Ottanta
All'inizio degli anni ottanta è tra i fondatori della Narciso Art, teorizzata da Giorgio Di Genova, nell'ambito della quale affronta la serie dei quadri ad angolo intitolata Narciso. In questa serie sviluppa La Follia della Pittura che, come Narciso, guarda se stessa ed impazzisce. Sono quadri speculari dipinti e quadri specchianti dove nella oggettualità plastica dell'opera si alternano le parti dipinte alle parti ricoperte dallo specchio, esposte alla Galleria Ezio Pagano di Bagheria. Si tratta di opere ani coniche dove l'astrazione fenomenica si arricchisce di nuove scomposizioni, frantumazioni e inganni percettivi. Procede con questa ricerca fino alla fine degli anni '80, dove la sua indagine culmina con la serie delle "Derivazioni stellari" esposte alla Galleria dei Banchi Nuovi di Roma.

### Gli Anni Novanta
Dal 1989 crea la serie delle Nasse, ricerca che si protrae per tutti gli anni '90. Le Nasse sono opere bidimensionali, dette "Pitto-sculture", che ricorrono alla Metafora della rete, della gabbia, della cattura, dell'inganno, e della globalizzazione. Sempre negli anni '90 si dedica alle committenze pubbliche ed esegue in tutta Italia numerose opere di scultura e mosaico di grandi dimensioni.

### Dal Duemila ad Oggi
Dal 2000 ad oggi la sua produzione artistica è rivolta soprattutto alla scultura, mai dimenticata, arricchita dalla bidimensionalità segnica. Nell'ultimo decennio Michele Cossyro utilizza il bronzo e la ceramica, con installazioni a parete e collocazioni che rendendo la Scultura complice del segno. L'oggetto scultoreo posto a parete interagisce con il segno tracciato sul muro. Tra l'opera scultorea e la traccia si crea un colloquio nuovo: l'oggetto scultoreo e il segno progettuale, come una sinopia, fa sì che l'opera perda la sua fissità e diventi opera aperta, in divenire, a seconda della trasformazione del segno. Questi due elementi inscindibili, traccia e scultura, costituiscono la sua ricerca degli ultimi anni ed è attraverso questi lavori prendono forme le Metafore del Viaggio, Echi dal fondo, Buchi neri, Abissi, e Interspazio, esposti alla Galleria Adalberto Catanzaro di Bagheria.

## Premi e riconoscimenti
Nel 1971 vince il 2º e 4º concorso italiano per artisti del gioiello di Milano, Il diamante nell’anello di fidanzamento e Diamanti oggi, patrocinato dalla De Beers Consolidated Mines Ltd
Nel 1977 vince il Premio Capodieci per la Scultura a Siracusa.
Nel 1976 vince la XVI Edizione Biennale di pittura ‘A. Roncaglia’, Rocca Estense, San Felice sul Panaro (MO).
Nel 1979 vince il Premio Avezzano, Avezzano (AQ).
Nel 1985 vince il XXX Premio Termoli, Castello Svevo, Termoli (CB) e Infinita Contemplazione XXV Rassegna Nazionale Capo d’Orlando, Capo d’Orlando (ME).
Nel 2014 l’Accademia di belle arti di Roma gli conferisce il titolo di Maestro Accademico Emerito.

## Opere in musei pubblici
- Castellani Art Museum, Niagara University, NY 14109-1938, USA.
- MO.C.A Museo d’arte contemporanea, Montecatini Terme
- Pinacoteca della città di Lipik, Lipik, Croazia.
- Museo delle Trame Mediterranee, Fondazione Orestiadi, Case di Stefano, Gibellina.
- Castello Normanno Museo d'Arte Contemporanea Bilotti, Rende.
- Collezione d'arte contemporanea, Palazzo Ferri, Atessa.
- Collezione La Salerniana, Galleria civica d'arte contemporanea, G. Perricone, Erice.
- MACTE Museo d'arte contemporanea, Termoli.
- Galleria d'arte moderna e contemporanea, Verona.
- La Collezione, Centro per l'arte contemporanea, Rocca di Umbertide.
- Museo d'arte contemporanea, Fondazione CAMUSAC, Cassino.
- Musei civici d'arte contemporanea, Macerata.
- Museo civico d'arte contemporanea “Ludovico Corrao”, Gibellina.
- Museo d'arte contemporanea "Renato Guttuso", Villa Cattolica, Bagheria.
- Museo d'arte contemporanea della Sicilia – Riso, Palermo.
- Museo d'arte contemporanea del premio Avezzano, Avezzano.
- Museo della ceramica, Castelli.
- Museo internazionale di Mail Art, Pescara.

## Esposizioni

### Principali mostre collettive
- 2024 - “BLU SICILIA. Il mare nell’arte isolana dal Novecento alla Contemporaneità”, SikArte, Società operaia di mutuo soccorso, Modica, 21 aprile – 3 novembre.
- 2024 - Fiorilegio Italiano, Mo.C.A. Montecatini Terme Contemporary Art, 9 marzo – 15 settembre.
- 2021 -“Arte in nuvola “ Palazzo della Nuvola EUR Roma gall. Bacc Gallery, 18 - 21 novembre 2021.
- 2020 - “Novecento – artisti di Sicilia da Pirandello a Guccione”, Convitto delle Arti Noto Museum, Noto, a cura di Vittorio Sgarbi, 30 ottobre – 20 gennaio 2021.
- 2020 - Biennale Arte Ceramica Contemporanea Scuderie Aldobrandini Frascati, a cura di Sandro Conte 20 febbraio - 30 marzo, prorogata fino a giugno 2020.
- 2018 - Abstracta. Da balla alla street art, Sala Gagliardi, Noto, a cura di Raffaella Bozzini, Giancarlo Carpi e Giuseppe Stagnitta,  5 giugno - 28 ottobre.
- 2017 - Modelli immaginari. Cossyro, Cunéaz, Munch, Nùnez, Polo Museo Regionale d'arte Moderna e Contemporanea, Palazzo Belmonte Riso, Palermo
- 2013 - Suggestioni in metallo. L'arte della medaglia tra ottocento e modernità, Complesso Vittoriano, Roma
- 2013 - Le rotte della pittura. Sessant'anni di astrazione italiana alla collezione Garau, Fondazione Piaggio, Museo Piaggio Giovanni Alberto Agnelli
- 2013 - Grandi maestri piccole sculture. Da Depero a Beverly Pepper, Palazzo Buontalenti Sozzifanti, Pistoia,
- 2012 - Intrecci, Fondazione Orestiadi, Gibellina, a cura di Achille Bonito Oliva.
- 2012 - Quadratonomade, Palazzo delle Esposizioni,  Roma, a cura di Donatella Giordano, Simone Martinelli.
- 2011 - ItaliArts - Friaul zu Gast in München, Pasinger fabrik GmbH, München, Germania, 21 ottobre - 4 dicembre, a cura di Mario Guderzo.
- 2005 - XIV Quadriennale di Roma Fuori tema / Italian feeling, Galleria nazionale d'arte moderna e contemporanea, Roma,
- 2004 - Artisti di Roma alla Città di Lipik, Pinacoteca della città di Lipik, Lipik, Croazia.
- 2002 - Iperluoghi XLVII Termoli, Mostra Nazionale d'arte Contemporanea, Galleria Civica Termoli
- 2001 - Intenso Essenziale XLVI Termoli, Mostra Nazionale d'Arte Contemporanea, Galleria Civica, Termoli
- 1998 - L'isola dipinta. Sicilia cinquant'anni di natura e paesaggio, Museo del Vittoriano, Roma.
- 1997 - Venticinquennale della Salerniana, Galleria Civica d'Arte Contemporanea Giuseppe Perricone, Erice.
- 1996 - I ntrepid Sea, Air Space Museum, New York.
- 1995 - I nutrimenti dell'arte, Palazzo delle Esposizioni e Fondazione Orestiadi
- 1992 - Paesaggio con rovine, Museo di Gibellina, Gibellina.
- 1990 - Mostra Artisti Italiani oggi, Museo d'Arte Contemporanea, Lima.
- 1989 - XXXI Biennale Nazionale d'Arte “Città di Milano”, Palazzo della Permanente, Milano.
- 1987 - Mare & Mare, Castello dell'Ovo, Napoli.
- 1986 - XI Quadriennale di Roma, Emergenze della ricerca artistica in Italia dal 1950 al 1980, Roma.
- 1985 - XXX Premio Termoli, premiato, Castello Svevo, Termoli.
- 1984 - XLI Biennale di Venezia, Venezia.
- 1982 - Narcissus, Istituto Italo Latino Americano, Roma.
- 1982 - Vent'anni con l'arte, Museo Ca' Pesaro, Venezia.
- 1975 - X Quadriennale di Roma. Nuova Generazione, Roma.
- 1974 - X Biennale Internazionale d'Arte, Menton, Francia.

### Principali mostre personali
- 2022 -23 - Altrove -Michele Cossyro, Spazio Contemporaneo Agorà, Palermo, a cura di Bruno Corà.
- 2019 - Irretito - Michele Cossyro, CAMUSAC, Cassino Museo Arte Contemporanea, a cura di Bruno Corà.
- 2019 - Cosmica, BACC Gallery, Frascati (RM), a cura di Juan Carlos García Alía.
- 2017-18 - Modelli immaginari, Polo museale regionale d’Arte moderna e contemporanea, Palazzo Belmonte Riso, Palermo, a cura di Bruno Corà.
- 2017 - Altrove – Un’opera unica di Michele Cossyro, Bibliothè, Roma, a cura di Francesco Gallo Mazzeo.
- 2016 - Michele Cossyro - Buchi neri e pieghe cosmiche, FAM Agrigento, a cura di Bruno Corà.
- 2016 - Black Hole, Complesso di Vicolo Valdina, Camera dei Deputati, Roma, a cura di Bruno Corà.
- 2016 - Mondi Paralleli, Galleria Contact, Roma, a cura di Valentino Catricalà
- 2015 - Black Hole, Giardino Galerie & Beeldentuin, Maastricht, a cura di Bruno Corà.
- 2015 - Fluttuazioni, Galleria Adalberto Catanzaro, Bagheria, a cura di Marco Meneguzzo ed Ezio Pagano.
- 2014 - Universi, Riso - Museo d'arte contemporanea della Sicilia, Palermo, a cura di Bruno Corà.
- 2013 - Buchi Neri, Orto botanico di Palermo, a cura di Giancarlo Carpi
- 2011 - Extràhere. Opere 1973-2011, Fabbriche Chiaramontane, Agrigento, a cura di Gabriele Perretta.
- 2011 - Interspazio, Galleria Giulia, Roma, a cura di Patrizia Ferri.
- 2009 - Abissi, Oratorio di Santa Cita, Palermo, testi critici di Sergio Troisi e Marco Bussagli.[16]
- 2008 - Scorie, Fondazione Luigi Di Sarro, Roma, a cura di Patrizia Ferri.
- 2007- Atelier 07, Fondazione Orestiadi, Baglio Di Stefano, Gibellina (TP), a cura di Achille Bonito Oliva.
- 2006 - Cossyro, Sandra Ainsley Gallery Toronto, Ontario, Canada.
- 2000 - Michele Cossyro, Bruno Conte, Achille Pace, (personale), Mannheim, Germania.
- 1992 - Sculture, Galleria Vanna Casati, Bergamo
- 1991 - In-Out, Galleria Mazzocchi, Parma
- 1989 - Geometrie d'acqua, Galleria dei Banchi Nuovi, Roma, a cura di Luciano Caramel.
- 1987 - In Cantiere, Centro d'Arte Termoli, Termoli, a cura di Fulvio Abbate e Carmelo Strano.
- 1987 - L'attimo dilatato, Galleria Pancheri, Rovereto, a cura di Daniela Fileccia.
- 1985 - L'angolo di Tanit, Galleria Ezio Pagano, Bagheria (PA), testi critici di Palma Bucarelli ed Emilio Villa.
- 1985 - Orizzonte come vertice, Galleria Artivisive, Roma, a cura di Palma Bucarelli ed Emilio Villa.
- 1982 - La pioggia del mare, Galleria Artivisive, Roma, a cura di Filiberto Menna.
- 1981 - Tra spazio assoluto e occasione del colore, Galleria Chapitre XII, Bruxelles, Belgio, a cura di Filiberto Menna.
- 1979 - Galleria Arteclub, Catania, a cura di Giorgio Di Genova.
- 1978 - Metafore sul mare, Galleria Artivisive, Roma.
- 1977 - Galleria Eichinger, Munchen, Germania, testo critico di Elisa Debenedetti.
- 1976 - Galleria Il Traghetto, Venezia, testo critico di Pietro Marino.
- 1976 - Galleria Cortina - Palmieri, Milano, a cura di Elisa Debenedetti e Luciano Marziano.
- 1975 - Martello d'Oro di Camillo Guerra, Bari, a cura di Domenico Rea.
- 1975 - Galleria Artivisive, Roma, testo critico di Arturo Bovi.
- 1974 - Galleria Tacchini, Vercelli, a cura di Carlo Munari.
- 1973 - Galleria Cortina, Milano, a cura di Arturo Bovi.
- 1972 - Galleria Cecchini, Perugia, testo critico di Ugo Moretti.
- 1970 - Galleria Sistina, Roma, testi critici di Ugo Moretti, Piero Papini e Anna Salvatore.